# Марсо Фуркад
Марсо Фуркад (фр. Marceau Fourcade, 26 січня 1905 — ) — французький академічний веслувальник.
Бронзовий призер Олімпійських Ігор 1936 року в складі розпашної двійки зі стерновим.